# Туорипунцоли (Казерта)
Туорипунцоли је насеље у Италији у округу Казерта, региону Кампанија.
Према процени из 2011. у насељу је живело 26 становника. Насеље се налази на надморској висини од 414 м.